# توماس تافاريس
توماس تافاريس (مواليد 7 مارس 2001) هو لاعب كرة قدم برتغالي يلعب كمدافع في نادي بنفيكا.

## روابط خارجية
- توماس تافاريس على موقع الاتحاد الأوربي (الإنجليزية)
- توماس تافاريس على موقع قاعدة بيانات كرة القدم.إي يو (الإنجليزية)
- توماس تافاريس على موقع Soccerway.com (الإنجليزية)
- توماس تافاريس على موقع عالم كرة القدم.نت (الإنجليزية)